# Queenstown Stadium
Queenstown Stadium – wielofunkcyjny stadion w Singapurze. Został otwarty w 1970 roku. Obiekt może pomieścić 3800 widzów. Swoje spotkania rozgrywa na nim drużyna Tanjong Pagar United FC. W przeszłości ze stadionu korzystało także kilka innych klubów występujących w S-League, m.in. Liaoning Guangyuan FC i Étoile FC.